# Habila
Die Habila GmbH (bis Januar 2019 LWV.Eingliederungshilfe GmbH) mit Sitz in Tübingen bietet in Baden-Württemberg für rund 1600 Menschen mit Behinderung individuelle Hilfeplanung und Assistenz für Teilhabe und Selbständigkeit.

## Geschichte
Die heutigen Einrichtungen der Habila GmbH gehen auf Gründungen im letzten Jahrzehnt des 19. Jahrhunderts zurück. Die Gründung von vier zentralen Landarmenverbänden auf dem Gebiet von Württemberg und Hohenzollern 1889 kann als Geburtsstunde des späteren Landeswohlfahrtsverbandes gesehen werden. Diese Landarmenverbände waren zuständig für hilfsbedürftige Menschen, die im Gegensatz zu den „Ortsarmen“ keinen Unterstützungswohnsitz hatten.
In den Folgejahren gründeten die Landarmenverbände sogenannte „Armenbeschäftigungs- und Bewahranstalten“, in die relativ wahllos obdachlose, alte, kranke und behinderte Menschen gebracht wurden. Diese Gründungen erfolgten 1891 in Ulm („Oberer Riedhof“); 1894 in Reutlingen-Rommelsbach; 1896 in Ellwangen („Gut Rabenhof“) und 1897 in Markgröningen. 1924 wurden die vier Landarmenverbände in den Württembergischen Landesfürsorgeverband überführt, die Einrichtungen wurden in „Landesfürsorgeanstalten“ umbenannt.
Die Verbrechen des Nationalsozialismus forderten auch in den Landesfürsorgeanstalten zahlreiche Opfer. Während der von den Nazis zynisch als „Euthanasie“ („guter Tod“) bezeichneten „Aktion T4“ wurden in den Jahren 1940/41 mindestens 279 behinderte Menschen aus den vier Landesfürsorgeanstalten ermordet, die allermeisten von ihnen in der Tötungsanstalt Grafeneck bei Münsingen.
1964 übernahm der neu geschaffene Landeswohlfahrtsverband Württemberg-Hohenzollern (LWV) die Geschäfte des Landesfürsorgeverbandes und damit auch die Trägerschaft der Heime.
Durch Beschluss der Verbandsversammlung des LWV Württemberg-Hohenzollern wurden die vier Heime zum 1. Januar 2003 unter dem Dach einer gemeinnützigen GmbH zusammengefasst. Auftrag an die LWV.Eingliederungshilfe GmbH wurde insbesondere die Entwicklung innovativer und dezentraler Wohn- und Arbeitsangebote für Menschen mit Behinderung. Der LWV Württemberg-Hohenzollern i. A. blieb trotz seiner Auflösung zum 1. Januar 2005 bis zum 1. Januar 2018 alleiniger Gesellschafter der LWV.Eingliederungshilfe GmbH und bestimmte über die Gesellschafterversammlung der 22 Stadt- und Landkreise Württemberg-Hohenzollerns die Grundsätze.
Am 1. Januar 2018 wurde die LWV.Eingliederungshilfe in den Kommunalverband für Jugend und Soziales Baden-Württemberg eingegliedert, blieb aber als GmbH bestehen. Für die LWV.Eingliederungshilfe war nun der in der Verbandsversammlung neu gebildete Ausschuss für Eingliederungshilfe- und Integrationsgesellschaften zuständig. 
Die Habila GmbH ist in den Stadt- und Landkreisen Alb-Donau-Kreis und Ulm, Esslingen, Ludwigsburg, Ostalbkreis, Reutlingen, Tübingen, Heidenheim und Schwäbisch Hall vertreten. Mit dem 1. Februar 2019 ist die LWV.Eingliederungshilfe GmbH zur Habila GmbH geworden.

## Wohnangebote
- für Menschen mit geistiger Behinderung
- für ältere Menschen mit geistiger Behinderung
- für Menschen mit Körper- und Mehrfachbehinderung
- für Menschen mit psychischer Behinderung

## Arbeitsangebote
- Förder- und Betreuungsbereich
- Arbeitsbereich
- Außenarbeitsplätze
- Integrationsfirma Insiva
- Integrationsfirma Zemo

## Bundesfreiwilligendienst und FSJ
Die Habila GmbH bietet Plätze für den Bundesfreiwilligendienst und das Freiwillige Soziale Jahr an.